# Фримен, Берт
Бе́ртрам Клу́ли Фри́мен (англ. Bertram Clewley Freeman; 1 октября 1885 — 11 августа 1955), более известный как Берт Фримен (англ. Bert Freeman) — английский футболист, выступавший на позиции центрального нападающего. Наиболее известен по выступлениям за английские клубы «Вулидж Арсенал», «Эвертон», «Бернли» и «Уиган Боро», а также за национальную сборную Англии.

## Клубная карьера
Уроженец Бирмингема, Фримен играл за молодёжные команды «Гоуэр Стрит Олд Бойз» и «Астон Мейнор». В апреле 1904 года стал игроком клуба «Астон Вилла», подписав свой первый профессиональный контракт. Однако за основной состав «Виллы» он так и не сыграл, и уже в ноябре 1905 года был продан в лондонский клуб «Вулидж Арсенал».
25 ноября 1905 года Фримен дебютировал за «Вулидж Арсенал» в матче против «Ноттингем Форест», отличившись забитым мячом. 10 марта 1906 года он сделал «дубль» в четвертьфинале Кубка Англии против «Манчестер Юнайтед». Всего в сезоне 1905/06 Фримен забил 12 голов в 21 матче. В следующем сезоне забил 8 мячей в 12 матчах. В сезоне 1907/08 забил 4 гола в 15 матчах.
В апреле 1908 года перешёл в «Эвертон»  за 350 фунтов.  17 апреля 1908 года дебютировал за свой новый клуб в матче против «Ливерпуля». Вскоре сформировал эффективную связку в нападении другим экс-игроком «Арсенала» Тимом Коулманом, который перешёл в «Эвертон» в феврале 1908 года. В сезоне 1908/09 забил за «Эвертон» 38 голов в 37 матчах чемпионата, став лучшим бомбардиром Первого дивизиона. В том сезоне «Эвертон» занял второе место, набрав 46 очков — на семь очков меньше, чем завоевавший чемпионский титул «Ньюкасл Юнайтед». С 10 октября по 12 декабря 1908 года Фримен забивал в 10 матчах подряд, отправив в сетку ворот соперников 17 мячей, включая хет-трики в играх против «Шеффилд Юнайтед» и «Сандерланда». 38 голов Фримена в лиге стало новым рекордом результативности, побитым Тедом Харпером в сезоне 1925/26.
В сезоне 1909/10 забил 26 голов (в том числе 22 гола в чемпионате), а в сезоне 1910/11 — только 2 гола в 11 матчах. По окончании сезона руководство «Эвертона» решило продать игрока, забившего 67 голов в 94 матчах за клуб.
Весной 1911 года Фримен перешёл в «Бернли» за 800 фунтов. Дебютировал за клуб 15 апреля 1911 года в матче против «Вулверхэмптон Уондерерс». В сезоне 1911/12 забил 32 гола в 33 матчах лиги, став лучшим бомбардиром Второго дивизиона. В сезоне 1912/13 Фримен вновь стал лучшим бомбардиром Второго дивизиона (31 гол) и помог своей команде занять второе место в лиге, что обеспечило ей выход в Первый дивизион.
В сезоне 1913/14 Фримен забил 16 голов в 31 матче Первого дивизиона. В Кубке Англии «Бернли» дошёл до финала, где встретился с «Ливерпулем» и одержал победу благодаря единственному голу Фримена.
В сезоне 1914/15 забил 12 голов в 32 играх чемпионата. Это был последний сезон Футбольной лиги перед Первой мировой войной. Следующий сезон Футбольной лиги состоялся только через пять лет. В военное время выступал за «Бирмингем» в качестве гостя. После возобновления официальных турниров в Англии Фримен играл за «Бернли» ещё два сезона (1919/20 и 1920/21). 21 февраля 1920 года он стал первым в истории «Бернли» игроком, забившим за клуб 100 голов. Всего он провёл за «Бернли» 189 матчей и забил 115 голов.
В 1921 году перешёл в «Уиган Боро», где провёл один сезон (25 матчей, 13 голов). В дальнейшем играл за «Кеттеринг Таун» и «Киддерминстер Харриерс».

## Карьера в сборной
15 марта 1909 года Сеттл дебютировал за национальную сборную Англии в матче против сборной Уэльса, отметившись забитым мячом. С марта 1909 по март 1912 года провёл за сборную пять матчей, забив 3 гола.

## Достижения
«Эвертон»
- Вице-чемпион Первого дивизиона: 1908/09

«Бернли»
- Обладатель Кубка Англии: 1914
- Вице-чемпион Первого дивизиона: 1919/20
- Вице-чемпион Второго дивизиона: 1912/13

Сборная Англии
Победитель Домашнего чемпионата Британии: 1909, 1912
Личные достижения
- Лучший бомбардир Первого дивизиона: 1908/09
- Лучший бомбардир Второго дивизиона: 1911/12, 1912/13

## Статистика выступлений
| Клуб             | Сезон            | Лига | Лига | Кубок | Кубок | Итого | Итого |
| Клуб             | Сезон            | Игры | Голы | Игры  | Голы  | Игры  | Голы  |
| ---------------- | ---------------- | ---- | ---- | ----- | ----- | ----- | ----- |
| Астон Вилла      | 1904/05          | 0    | 0    | 0     | 0     | 0     | 0     |
| Астон Вилла      | Итого            | 0    | 0    | 0     | 0     | 0     | 0     |
| Вулидж Арсенал   | 1905/06          | 17   | 9    | 4     | 3     | 21    | 12    |
| Вулидж Арсенал   | 1906/07          | 12   | 8    | 0     | 0     | 12    | 8     |
| Вулидж Арсенал   | 1907/08          | 15   | 4    | 1     | 0     | 16    | 4     |
| Вулидж Арсенал   | Итого            | 44   | 21   | 5     | 3     | 48    | 24    |
| Эвертон          | 1907/08          | 4    | 1    | 0     | 0     | 4     | 1     |
| Эвертон          | 1908/09          | 37   | 38   | 1     | 0     | 38    | 38    |
| Эвертон          | 1909/10          | 34   | 22   | 7     | 4     | 41    | 26    |
| Эвертон          | 1910/11          | 11   | 2    | 0     | 0     | 11    | 2     |
| Эвертон          | Итого            | 86   | 63   | 8     | 4     | 94    | 67    |
| Бернли           | 1910/11          | 2    | 0    | 0     | 0     | 2     | 0     |
| Бернли           | 1911/12          | 33   | 32   | 1     | 1     | 34    | 33    |
| Бернли           | 1912/13          | 37   | 31   | 6     | 5     | 43    | 36    |
| Бернли           | 1913/14          | 31   | 16   | 8     | 3     | 39    | 19    |
| Бернли           | 1914/15          | 32   | 12   | 3     | 3     | 35    | 15    |
| Бернли           | 1919/20          | 28   | 12   | 4     | 0     | 32    | 12    |
| Бернли           | 1920/21          | 3    | 0    | 1     | 0     | 4     | 0     |
| Бернли           | Итого            | 166  | 103  | 23    | 12    | 189   | 115   |
| Уиган Боро       | 1921/22          | 25   | 13   | 0     | 0     | 25    | 13    |
| Уиган Боро       | Итого            | 25   | 13   | 0     | 0     | 25    | 13    |
| Всего за карьеру | Всего за карьеру | 321  | 200  | 36    | 19    | 357   | 219   |